# UNIV
L’UNIV est une rencontre universitaire que l’Information Communication University organise depuis 1968. Chaque année, plusieurs milliers d’étudiants passent la Semaine sainte à Rome et ont ainsi l’occasion de connaître la richesse culturelle, historique et spirituelle de cette ville.
Tout au long de la semaine, des rencontres culturelles, congrès, conférences, expositions et concerts offrent aux participants l’occasion d’approfondir certaines thématiques spécifiques du monde universitaire, qui mettent en particulier l’accent sur l’esprit de service envers les plus pauvres. 
Les premières rencontres de l’UNIV furent organisées sous l’impulsion et à l’initiative de saint Josémaria, fondateur de Opus Dei. Durant quatre décennies, des dizaines de milliers d’étudiants et d’universitaires ont pu élargir leurs horizons culturels dans le climat d’universalité du centre du monde chrétien, grâce aux audiences spéciales concédées aux participants de l’UNIV par Paul VI, Jean-Paul II et Benoît XVI.

## Thématiques
(octobre 2020).
- 2020 #NGL, Next Generation Leaders
- 2019 Getting Down to Business: The Transformative Power of Work
- 2018 Rethinking the Future
- 2017 A World in Movement
- 2016 The Family Impact
- 2015 Friendship: model for a New Citizenship
- 2014 Cosmos, The Ecology of the Person and his environment
- 2013 Reality Check: Discovering Human Identity in a Digital World
- 2012 Pulchrum: The Power of Beauty
- 2011 Living Freedom Decisively
- 2010 Can Christianity Inspire a Global Culture?
- 2009 Universitas, Knowledge without limits
- 2008 Being, Appearing, and Communicating: Entertainment and Happiness in a Multi-Medial Society
- 2007 Being, Appearing and Communicating: Lifestyles and Role Models in Film and Television
- 2006 Projecting Culture: The Language of the Media
- 2005 Projecting Culture: The Language of Music
- 2004 Projecting Culture: The Language of Advertising
- 2003 Constructing Peace in the 21st Century
- 2002 Study, Work, Service
- 2001 The Human Face in a Global World
- 2000 The Image of Man 2000 Years On
- 1999 Solidarity and Citizenship: Challenges for the University of the New Century
- 1998 Human Progress and Human Rights
- 1997 Multi-Cultural Society: Competition and Cooperation
- 1996 Communication: learning to live
- 1995 Work: Inventing the Future
- 1994 Family and Development
- 1993 Suffering and happiness
- 1992 A Possible Peace, A Challenge for the University
- 1991 The Discovery of a New World
- 1990 Creativity in the 90's
- 1989 Revolution, Dignity, Solidarity
- 1988 Dignity and Progress
- 1987 Global civilization and human culture
- 1986 The Cultural Foundations of a Project for Peace
- 1985 Today’s Youth and the Society of the Future
- 1984 The social value of professional work
- 1983 Study as Work
- 1982 Quality in Study, Quality in Life
- 1981 Science and sense of man
- 1980 The End of Man and the Future of the University
- 1979 Towards a Humane City
- 1978 Man in urban culture
- 1977 The Foundation of the Future
- 1976 In Spite of Everything, Europeans
- 1975 Cultural limits of the technological civilization
- 1974 Ideologies and Culture in the European University
- 1973 Conformity or Creativity: A Dilema for the University
- 1972 Responsibility for the university in a society in crisis
- 1971 Student-Professor Relations in European Universities
- 1970 The Democratization of the University
- 1969 Self-government of the university
- 1968 University Autonomy and Society